# サンジェイ・グプタ

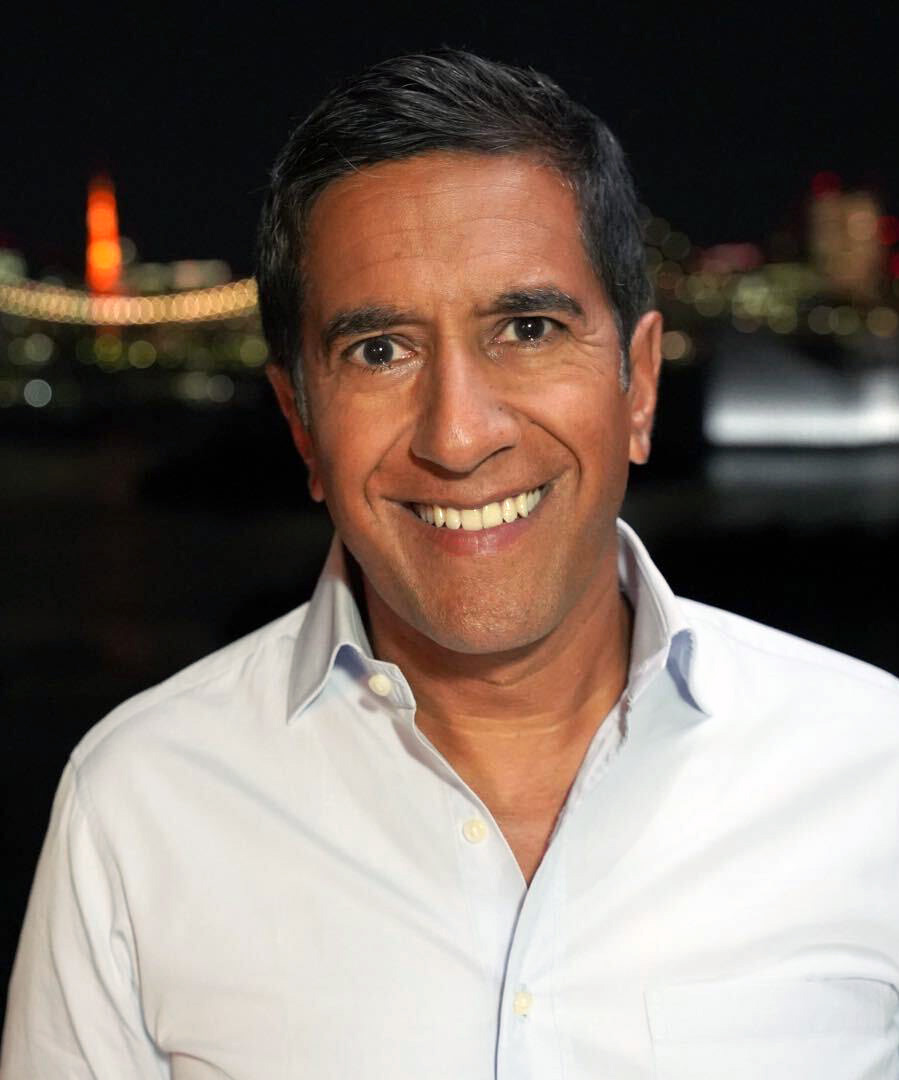
2021年

サンジェイ・グプタ（Sanjay Gupta, 1969年10月23日 - ）は、アメリカの医学者。CNNの多くの番組において医療に関する話題のさいにゲスト出演している。また自身がホストを務める番組「ハウス・コール」に出演している。